# Rhodacanthis palmeri
Rhodacanthis palmeri е изчезнал вид птица от семейство Чинкови (Fringillidae).

## Разпространение
Видът е разпространен в САЩ.